# Браткув (Лодзинське воєводство)
Браткув (пол. Bratków) — село в Польщі, у гміні Славно Опочинського повіту Лодзинського воєводства.
Населення — 212 осіб (2011).
У 1975-1998 роках село належало до Пйотрковського воєводства.

## Демографія
Демографічна структура станом на 31 березня 2011 року:
|          | Загалом | Допрацездатний вік | Працездатний вік | Постпрацездатний вік |
| -------- | ------- | ------------------ | ---------------- | -------------------- |
| Чоловіки | 102     | 28                 | 69               | 5                    |
| Жінки    | 110     | 33                 | 57               | 20                   |
| Разом    | 212     | 61                 | 126              | 25                   |